# Восток (Удмуртия)
Восток — починок в Шарканском районе Удмуртской республики.

## География
Находится в центральной части Удмуртии на расстоянии приблизительно 3 км на юго-запад по прямой от районного центра села Шаркан.

## История
Известен с 1932 года. До 2021 года входил в состав Быгинского сельского поселения.

## Население
Постоянное население составляло 4 человека в 2002 году (удмурты 75 %), 2 в 2012.